# Saint-Quentin-sur-Nohain
Saint-Quentin-sur-Nohain é uma comuna francesa na região administrativa de Borgonha-Franco-Condado, no departamento de Nièvre. Estende-se por uma área de 15,98 km². Em 2010 a comuna tinha 100 habitantes (densidade: 6,3 hab./km²).